# Богдана Дочева
Богдана Костов Дочева е българска художничка и писателка.

## Биография
Родена е и израства в Пловдив. Завършва средно образование в родния си град. Следва музика и изобразително изкуство в Германия и Франция. Работи основно живопис, като темата за цветята заема централно място в творчеството ѝ. Има седем самостоятелни изложби – в Ловеч, София и Кайро (Египет).
Съпруга на Косто Дочев. Творческият ѝ живот преминава в Ловеч, като участва активно в обществения и културен живот на града. Председател е на Ловчанското женско дружество „Благодетел“. Сътрудничка на вестник „Стремление“. Автор е на книгите „Под сянката на пиниите“ (1928), „Сказание за княз Борис и цар Симеон“, „Останалите 1877/1978 г.“ (1928), „Стара Загора, Шипка, Шейново“ (1935). Умира на 2 февруари 1943 г. в Ловеч.